# Колекція (мультфільм)
«Колекція» — ляльковий фільм 1991 року студії Укранімафільм, режисер - Костянтин Баранов.

## Сюжет
Є люди, які збирають монети, марки, сухі рослини, книжки, квитки в різні місця, з походом до яких у них пов’язані світлі спогади. Про те, як пачки цигарок, що тривалий час перебували в одній із валіз свого власника, опинилися на волі й почали жити так, нібито вони зовсім навіть не прояв шкідливої звички, а самостійні одухотворені предмети.

## Над фільмом працювали
- Автор сценарію, кінорежисер та аніматор: Костянтин Баранов;
- Художник-постановник: Марина Корольова;
- Кінооператор: Олександр Костюченко;
- Композитор: Володимир Бистряков;
- Звукооператор: Віктор Груздєв;
- Актори: Л. Шпитальова, Віктор Андрієнко, Анатолій Радченко;
- Ляльки та декорації виготовили: І. Киреєв, Дмитро Чурилов, В. Петровський;
- Асистенти: Алла Криворотенько, Дмитро Чурилов, Олександр Ніколаєнко (у титрах О. Миколаєнко);
- У фільмі використано колекції: В. Бурчинський, Вадим Гахун;
- Редактор: Світлана Куценко;
- Директор картини: Алла Криворотенько.